# Pep Valsalobre Palacios
Pep Valsalobre Palacios (Girona, 1956) és un professor de literatura catalana moderna a la Universitat de Girona i membre investigador de Llengua i Cultura Catalanes. Apotecari de professió, imparteix classes d'història de la ciència i la cultura, lectures de Literatura Universal i, sobretot, literatura catalana de l'edat moderna de la qual és un bon glossador de manuals i ha tret a la llum molts autors ignorats d'aquesta època literària, majorment amb Albert Rossich Estragó. Ambdós han treballat exhaustivament en aquest camp de la literatura catalana i les seves investigacions han permès bandejar la idea dominant, des del Romanticisme i la Renaixença, d'una etapa literària anomenada Decadència, donada la gran profusió d'obres i autors que han aconseguit donar a conèixer. El descobriment d'autors i obres és constant i la seva tasca de divulgació de continguts i treballs incessant i molt intens, any rere any.
Forma part de l'Institut de Llengua i Cultura Catalanes i del Grup de recerca de Literatura de l'Edat Moderna. És director del repertori bibliogràfic Qüern, sobre història de la llengua i la literatura catalanes medieval i moderna.
Ha publicat el recull de relats breus de ficció Àlbum del naufragi a Editorial Afers, col·lecció Narrativa (octubre 2024).

## Obra
- Agustí Eura, O.S.A. (1684-1763), escritor y obispo. Un clásico de la poesía catalana de la Edad Moderna, amb Joan Gratacós [2001] Ed. Agustiniana ISBN 978-84-95745-06-4
- Agustí Eura, Obra poètica i altres textos, edició crítica [2002]; ISBN 84-7256-802-4
- Poesia catalana del barroc. Antologia, amb Albert Rossich [2006]; ISBN 84-935295-4-0
- Arminda, de Joan Ramis, edició crítica, amb Vicent de Melchor [2006]; ISBN 9788493529529
- Literatura i cultura catalanes (segles XVII-XVIII), amb Albert Rossich [2007]; Ed. UOC 2007 ISBN 978-84-9788-693-2
- Literatura catalana moderna (siglos XVI-XVIII), amb Albert Rossich [2011]; ISBN 9788497567930
- O he de morir o he d'amar, antologia poètica de Francesc Fontanella, amb Albert Rossich i Eulàlia Miralles, Empúries [2015]; ISBN 978-84-16387-17-7
- Un cançoner català del Renaixement a Roma. Les poesies de Joan Salom, astrònom valencià, amb Albert Rossich, John Benjamins [2018]; ISBN 978 90 272 0226 0
- Lucrècia, de Joan Ramis, edició crítica, amb Vicent de Melchor [2019]; ISBN 978-84-943839-9-1
- Joan Pujol, Els poemes de Lepant, Editorial Barcino, amb Eulàlia Miralles [2019]; ISBN 978-84-7226-841-8
- El poeta mataroní Joan Pujol (segle xvi) o la poesia en el seu context, amb Eulàlia Miralles, Fundació Iluro [2020]; ISBN 978-84-9379-928-1
- Amor, firmesa i porfia / Lo Desengany, de Francesc Fontanella, amb Albert Rossich, Editorial Barcino [2022]; ISBN 978-84-7226-911-8

Com a Coordinador de diversos volums d'estudis miscel·lanis d'història de la llengua i de la literatura catalanes
- La llengua catalana al segle xviii, 1995;
- Estudis de Filologia Catalana, 1999;
- El teatre català dels orígens al segle xviii, 2001;
- Francesc Fontanella: una obra, una vida, un temps, 2006;
- Fontanellana. Estudis sobre l'època i l'obra de Francesc Fontanella (1622-1683/85), 2009;
- Fontanella polièdric: poesia barroca i transmissió, IEC / lLCC, 2019;
- «Sou lo que podeu mostrar que haveu begut d’aquesta font». Homenatge al professor Albert Rossich, 2023;

Com assessor
- Diccionari de la Literatura Catalana, amb Àlex Broch i altres, Editorial Enciclopèdia Catalana, Barcelona 2008, ISBN 978-84-412-1823-9